# Saint-Benoît-du-Sault

Saint-Benoît-du-Sault este o comună în departamentul Indre, Franța. În 1 ianuarie 2022 avea o populație de 510 de locuitori.